# Падаће ћуфте (филм)
Падаће ћуфте (енгл. Cloudy with a Chance of Meatballs) амерички је рачунарски-анимирани хумористична фантастика филм у продукцији Sony Pictures Animation-а и лабаво заснован на 1978. истоименој књизи за децу аутора Џуди Берет и Рон Берет. Филм су написали и режирали Фил Лорд
и Кристофер Милер у својим редитељским дебијима, а садржи гласове Бил Хејдер, Ана Фарис, Џејмс Кан, Енди Семберг, Брус Кембел, Мр. Т, Боби Џеј Томпсон и Бенџамин Брет. Филм се усредсређује на проналазача по имену Флинт Локвуд који развија, након низа неуспешних експеримената, машину која може да претвори воду у храну. Након што машина добије разум и почне да развија олује са храном, Флинт мора да је заустави како би спасио свет.
Филм Падаће ћуфте продуциран је као дебитантски филм Sony Pictures Animation-а и издат је у биоскопима 18. септембра 2009. године, дистрибутера Columbia Pictures-а. Филм је биоскопски издат 22. октобра 2009. године у Србији, дистрибутера Tuck Vision-а.
Филм је од тада проширен у франшизу, са наставком, Падаће ћуфте 2, објављеним 27. септембра 2013. године, као и анимирана телевизијска серија заснована на филму која је премијерно приказана на Cartoon Network 20. фебруара 2017. године, без повратка ниједног од оригиналних глумаца.

## Радња
Флинт Локвуд жели да постане велики проналазац. Он је већ патентирао доста чудних изума, али су сви његови проналасци од летећег аутомобила до машина за читање мисли мајмуна, били невероватни промасаји. Иако су само изазивали невоље у његовом малом граду, Флинт је био одлучан да створи нешто што ће усрећити људе. Када његов најновији проналазак, креиран да претвори воду у храну случајно унисти градски трг и одлети у небо, он је убеђен да је његова каријера завршена. Све док се не деси нешто невероватно – с неба почиње да пада храна! Његова машина заправо ради! Флинт постаје пријатељ са Семом Спарксом водитељком временске прогнозе, која долази у град да испрати „највећи временски феномен у историји“. Али, услед похлепе људи који почињу да траже све више хране, машине почињу да функционишу чудно, праве торнадо од спагета и џиновске чуфте. Сви су у невољи, а Флинт и Сем имају задатак да дају све од себе како би зауставили опасност која прети граду.

## Гласовне улоге
| Улога                    | Оригинални глас  |
| ------------------------ | ---------------- |
| Флинт Локвуд             | Бил Хејдер       |
| Сем Спаркс               | Ана Фарис        |
| Стив                     | Нил Патрик Харис |
| Тим Локвуд               | Џејмс Кан        |
| Градоначелник Шелбурн    | Брус Кембел      |
| Брент Мекхејл            | Енди Семберг     |
| Полицајац Еарл Девереаук | Мр. Т            |
| Кал Деверо               | Боби Џеј Томпсон |
| Мени                     | Бенџамин Брет    |
| Патрик Патриксон         | Ал Рокер         |
| Џо Таун                  | Лорен Грејм      |
| Регина Девереаук         | Анђела В. Шелтон |